# Милхаузен им Теле
Милхаузен им Теле (њем. Mühlhausen im Täle) општина је у њемачкој савезној држави Баден-Виртемберг. Једно је од 38 општинских средишта округа Гепинген. Према процјени из 2010. у општини је живјело 992 становника. Посједује регионалну шифру (AGS) 8117035.

## Географски и демографски подаци
Милхаузен им Теле се налази у савезној држави Баден-Виртемберг у округу Гепинген. Општина се налази на надморској висини од 545 метара. Површина општине износи 6,3 km². У самом мјесту је, према процјени из 2010. године, живјело 992 становника. Просјечна густина становништва износи 157 становника/km².